# الزراریه
الزراریه (به عربی: الزرارية) یک منطقهٔ مسکونی در لبنان است که در شهرستان صیدا واقع شده‌است.